# Кефесия
Кефес(с)ия (от крымскотатарского Kefe yüzümi — Кефеский виноград) — крымский автохтонный сорт винограда. Отличается поздним периодом созревания, используется для производства красных вин, как правило, купажей реже моносортовых. Культивируется в таких терруарах, как Алминская долина, Западный Крым и Южный берег Крыма.
Название сорта Кефе юзюм (Кефеский виноград) восходит к крымскотатарскому и османскому названию города Кафа (современная Феодосии), которое звучит как Кефе, откуда происходит этот сорт. А. А. Иванов (1947) отождествлял Кефесию с более старым названием Феодосийским изюмом («Кефе юзюм»), упоминаемым ещё П.-С. Палласом (1793) и иными старинными авторами. Сегодня названия Кефесия и Кефе юзюм используются как синонимы. 

## Распространение
Культивируется винодельческим филиалом Массандры «Морское» в Капсихорской долине, АО «Солнечная Долина» в Солнечной Долине, на терруаре Баккал-Су западно-предгорной части Крыма, а также в окрестностях Феодосии.

## Сельскохозяйственные свойства
Кефессия засухоустойчива и относительно морозостойкая (сопоставима с сортом Саперави). На базе Кефесии и аборигенного (автохтонного) сорта «Ифигения» Институтом виноградарства и виноделия «Магарач» выведен морозостойкий сорт «Кефесия Магарача».
Кефесия относится к сортам позднего периода созревания. В условиях Южного берега Крыма продолжительность вегетационного периода от начала распускания почек до листопада составляет 208—213 дней. Ягоды начинают созревать во второй декаде августа, а полная зрелость наступает во второй и третьей декаде сентября. К этому времени сахаристость ягод достигает 17,7—22,5 %, кислотность 5,4—6 %. Средняя длина однолетнего побега равна 1,7 м.
Тип цветка функционально женский, 5-6 тычинок. Отличительными особенностями Кефесии являются листья со слабо отгибающимися книзу краями, неглубоко разрезные или почти цельные; сверху слегка сетчато-морщинистые или почти гладкие, снизу усеянные щетинками. Черешковая выемка преимущественно закрытая с глубоким налеганием нижних лопастей, без просвета или с узким эллиптическим просветом. Зубцы на концах лопастей небольшие, широко-треугольные, с острыми вершинами. Краевые зубчики треугольно-пиловидные, острые, иногда со слабо выпуклыми сторонами.
Темно-синие (черные) ягоды с 2-4 крупными косточками имеют кожицу средней толщины, и покрыты густым восковым налетом. В гроздях образуются в большем или меньшем количестве также мелкие бессемянные ягоды. Мякоть тающая. Вкус обыкновенный, пресновато-сладкий с небольшой терпкостью. Кисточка после отрывания ягоды почти бесцветная.
Урожайность Кефессии относительно невысока, и составляет около 22 центнеров с гектара, что обусловлено функционально женскими цветками этого сорта винограда. Однако при смешанных посадках с другими сортами (например, Бастардо Магарачский), необходимых для перекрестного опыления, урожайность существенно увеличивается. При проведении такого дополнительного опыления масса грозди Кефесии составляет более 200 граммов, по показателям строения грозди превосходит Каберне-Совиньон в 1,9 раза, Крона и Джеват кара — в 1,3 раза. Содержание мякоти и сока в ягодах грозди варьируется в пределах 83,8-85,5 %.
После снятия с куста при достаточной температуре воздуха ягоды склонны к завяливанию и превращению в изюм, в связи с чем Кефесия подходит для производства изюмного вина.

## Виноделие

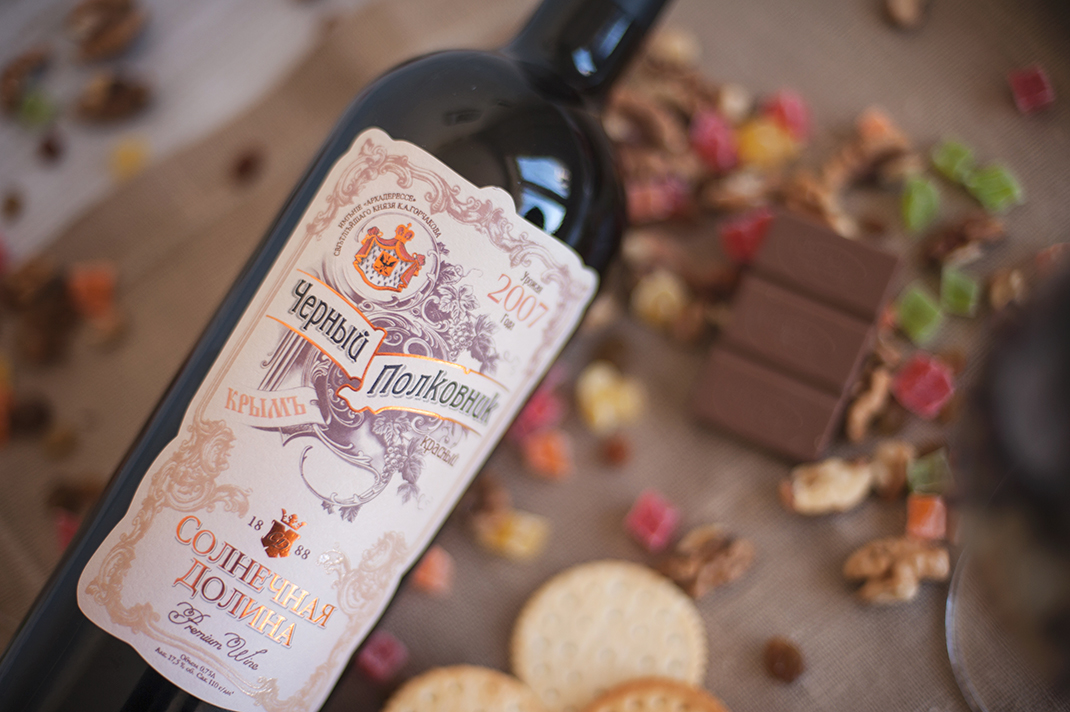
Ликерное вино «Черный полковник»

В конце XIX века кефесия выделена для производства сладких вин, в то время как сухие вина из этого сорта винограда начали делать сравнительно поздно (например, «Массандра» производит их с 2015 года).
Как правило, кефесия используется в купажах — как в ликёрных («Чёрный доктор» и «Чёрный полковник»), так и в сухих винах («Меганом», «Пти Вердо» от винодельни «Солнечная долина»). Предприятие Alma Valley смешивает его с мерло и пино-нуаром (вино из линейки AV Cuvée), а винодельня Валерия Захарьина — с бастардо магарачским.
Сухие моносортовые вина из кефесии выпускают, в частности, государственный комбинат «Массандра» и частная винодельня Валерия Захарьина.

## Органолептические свойства
- фруктовые тона: вишня, чёрная смородина, чернослив, шелковица;
- цветочные тона: фиалка, шиповник, спаржа;
- тона специй: имбирь, зелёный болгарский перец и душистый перец;
- тона, появляющиеся после выдержки в бочке: ваниль, дым и сигарный хьюмидор.

После значительной аэрации моносортового вина добавляются лёгкие оттенки древесной коры, кожи, мха.